# Denny Rehberg
Dennis R. "Denny" Rehberg, född 5 oktober 1955 i Billings, Montana, är en amerikansk republikansk politiker. Han representerade delstaten Montana i USA:s representanthus 2001–2013.
Rehberg gick i skola i West High School i Billings. Han avlade 1977 kandidatexamen vid Washington State University.
Rehberg var medarbetare åt kongressledamoten Ron Marlenee 1979–1982. Han var Montanas viceguvernör 1991–1997. I senatsvalet 1996 utmanade han utan framgång sittande senatorn Max Baucus.
Kongressledamoten Rick Hill kandiderade inte till omval i kongressvalet 2000. Rehberg vann valet mot demokraten Nancy Keenan och efterträdde Hill i representanthuset i januari 2001.
År 2012 utmanade Rehberg utan framgång Jon Tester i senatsvalet.
Rehberg och hustrun Jan har tre barn: A.J., Katie och Elsie.